# Assedio di Lucca
L'assedio di Lucca è stato un evento bellico in due fasi del 1429-1431, svoltosi a Lucca, che vide contrapposti l'esercito della Repubblica di Lucca e quello della Repubblica di Firenze, nell'ambito delle Guerre di Lombardia.

## Antefatti
Nel 1429, la Repubblica di Firenze, uscita vittoriosa dalla guerra contro il Ducato di Milano, decise di vendicarsi di Paolo Guinigi, signore di Lucca, che si era schierato al fianco dei milanesi nella precedente guerra, ragion per cui i fiorentini indussero Niccolò Fortebraccio ad invadere i territori lucchesi nel mese di novembre e nel mese successivo dichiararono guerra alla Repubblica di Lucca.

## La battaglia

### Primo attacco
I lucchesi, aiutati dai senesi, tennero testa ai fiorentini per diversi giorni, ma, convinti di non poter resistere ancora a lungo, chiesero aiuto ai Visconti di Milano, allora guidati da Filippo Maria Visconti, che però si era impegnato, con la pace di Ferrara, a non immischiarsi negli affari della Toscana, quindi fece finta di congedare Francesco Sforza e lo mandò con un forte esercito a soccorrere Lucca.
Lo Sforza penetrò in Toscana nel luglio del 1430 e costrinse i fiorentini a ritirarsi da Lucca, mentre il Guinigi, che aveva accanitamente difeso Lucca, fu accusato di aver trattato con i fiorentini, e venne così arrestato e consegnato a Francesco Sforza, che lo fece rinchiudere nelle carceri di Pavia, dove morì due anni dopo.
I lucchesi, liberatisi del loro signore, credevano di aver sconfitto definitivamente Firenze; invece, quest'ultima, mossa dal desiderio di vendetta del Guinigi e dalla voglia di conquistare Lucca, imbracciò le armi contro di essa ancora una volta e pagò 50 000 fiorini a Francesco Sforza per abbandonare la città. Lo Sforza intascò i soldi e, con il pretesto dell'epidemia di peste scoppiata in città, la abbandonò con il suo esercito.

### Secondo attacco
Subito dopo i fiorentini tornarono ad assediare Lucca, la quale si rivolse di nuovo a Filippo Maria Visconti, che trovò il modo di aiutarli indirettamente facendo intervenire la Repubblica di Genova che, in virtù di un antico trattato con Lucca, intimò ai fiorentini di non molestare la città. Al rifiuto di Firenze, Genova mandò il suo esercito, forte di 3 000 cavalieri, 5 000 fanti e 1 000 balestrieri genovesi e capitanato da Niccolò Piccinino (ceduto ad essi dal Visconti), in soccorso agli assediati.
I fiorentini avevano attaccato la fortezza diverse volte durante l'assedio e sembrava destinata a cadere, ma all'arrivo di Niccolò Piccinino i fiorentini furono costretti ad affrontarlo in una sanguinosa battaglia sulle rive del Serchio, dove furono presi alle spalle  dai soldati lucchesi e dagli abitanti. Guidantonio da Montefeltro fu pesantemente sconfitto e, durante la ritirata, lasciò nelle mani dei nemici 4 000 prigionieri, tutta l'artiglieria e le munizioni.